# اسیر (فیلم ۲۰۱۵)
اسیر (انگلیسی: Captive) فیلمی در ژانر جنایی به کارگردانی جری جیمسون است که در سال ۲۰۱۵ منتشر شد.

## داستان
یک مادر تنها که مواد مخدر مصرف می کند و با مشکلات روحی خود کلنجار می رود، توسط یک فرد روانی که از زندان فرار کرده و قاضی پرونده اش را به قتل رسانده، گروگان گرفته می شود.

## بازیگران
- کیت مارا
- کلودیا چرچ
- دیوید اویلوو
- مایکل کی ویلیامز
- لئونور وارلا
- میمی راجرز
- جسیکا اویلوو